# 杰尔马诺·扎纳罗托
杰尔马诺·扎纳罗托（義大利語：Germano Zanarotto，？—），意大利男子击剑运动员。他曾代表意大利参加1968年和1972年夏季残疾人奥林匹克运动会击剑比赛，获得三枚金牌和一枚银牌。